# Kenki Fukuoka
Kenki Fukuoka (12 de novembro de 1987) é um jogador de rugby sevens japonês.

## Carreira
Kenki Fukuoka integrou o elenco da Seleção Japonesa de Rugbi de Sevens, na Rio 2016, que foi 4º colocada.